# Title Transfer Facility
Title Transfer Facility (більш відомий як TTF) — віртуальна торгова точка природного газу у Нідерландах. Цей торговий пункт забезпечує можливість для багатьох торговців у Нідерландах проводити ф'ючерсні, фізичні та біржові операції. Створена компанією Gasunie у 2003 році, за значимістю не поступається National Balancing Point (NBP) у Сполученому Королівстві, і дозволяє торгувати газом у нідерландській газовій мережі. TTF управляється незалежним дочірнім підприємством Gasunie — Gasunie Transport Services B.V., — оператором газотранспортної системи в Нідерландах. Фізичні короткострокові та довгострокові ф'ючерсні контракти на газ також торгуються та обробляються біржею ICE Endex (Амстердам) та біржею PEGAS. Газ на TTF торгується в євро за мегават-годину.
У грудні 2020 року ціна газу на нідерландському хабі TTF (контракт «на добу вперед») з постачанням в середу зросла до нового локального рекорду – $220 за тисячу кубометрів. Це максимальне значення за останні 22 місяці – з 5 лютого 2019 року.